# Гндеваз
Гндеваз (арм. Գնդեվազ) — село в Вайоцдзорской области Республики Армении.

Село расположено на левом берегу реки Арпа, в 8 км к юго-западу от Джермука, в 6 км к северо-востоку от трассы Ереван—Горис и в 12 км к северо-востоку от Вайка. Рядом с селом расположены средневековые пещерные комплексы и монастырь Гндеванк (X век). Как утверждают исторические источники, монастырь был построен по приказу супруги князя Смбата, Софии. Она оставила памятную надпись: 
Перстнем без камня был Вайоц-Дзор. Я построила этот монастырь и вставила драгоценный камень в его обрамление
 В 2004 году в село был проведён газ. Летние пожары создают большие проблемы для сельчан. У села Гндеваз на левом склоне ущелья бросается в глаза вертикальный обрыв высотою более 100 м. Это «Скала коммунаров», откуда в 1921 году во время мятежа дашнаки столкнули в пропасть группу коммунистов.

## Выдающиеся уроженцы
- Ашот Арсенян[13][14]